# Oberlandesgericht Düsseldorf

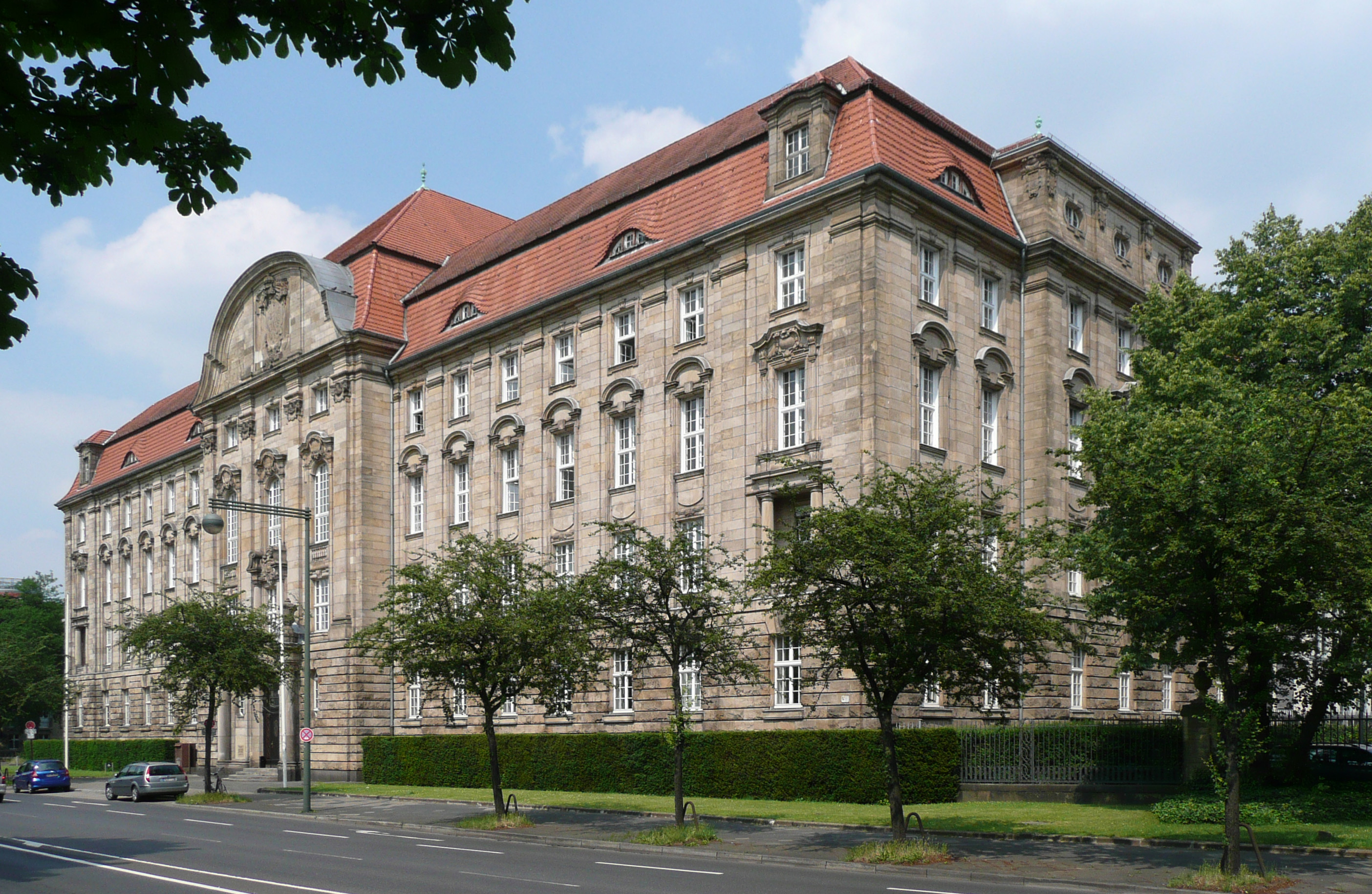
Hauptgebäude des Oberlandesgerichts Düsseldorf, Cecilienallee 3

Das Oberlandesgericht Düsseldorf (OLG Düsseldorf) ist das jüngste der drei Oberlandesgerichte (OLG) des Landes Nordrhein-Westfalen.

## Gerichtssitz und -bezirk
Sitz des Gerichts ist die Landeshauptstadt Düsseldorf. In dem ca. 5000 km² großen Gerichtsbezirk leben mehr als 4,6 Millionen Menschen. Er umfasst das Gebiet des Regierungsbezirks Düsseldorf abzüglich der Stadt Essen, welche zum Oberlandesgericht Hamm gehört, jedoch zuzüglich der Städte Erkelenz, Hückelhoven und Wegberg, die dem Kreis Heinsberg und damit dem Regierungsbezirk Köln angehören.
Im Bezirk des Oberlandesgerichts sind 12.924 Rechtsanwälte und Syndikusrechtsanwälte zugelassen (Stand: 1. Januar 2023).

## Gebäude und Baugeschichte

### Hauptgebäude und ehemaliger Wohnsitz der Gerichtspräsidenten

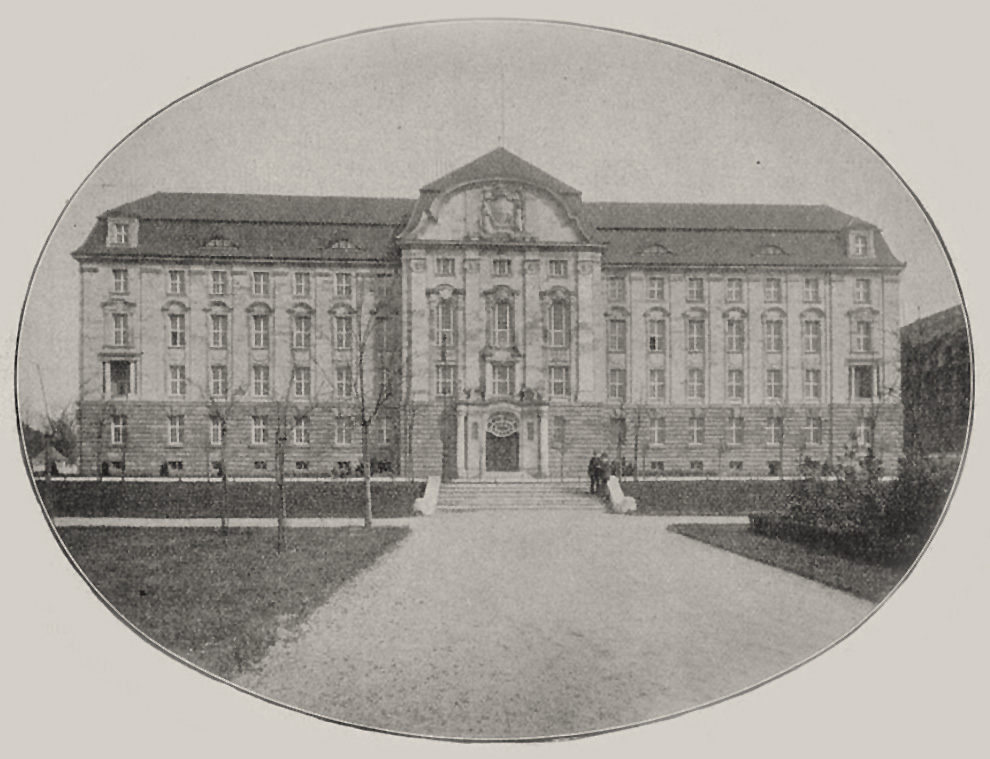
Das neue Oberlandesgerichtsgebäude an der Cecilien-Allee in Düsseldorf (1910)

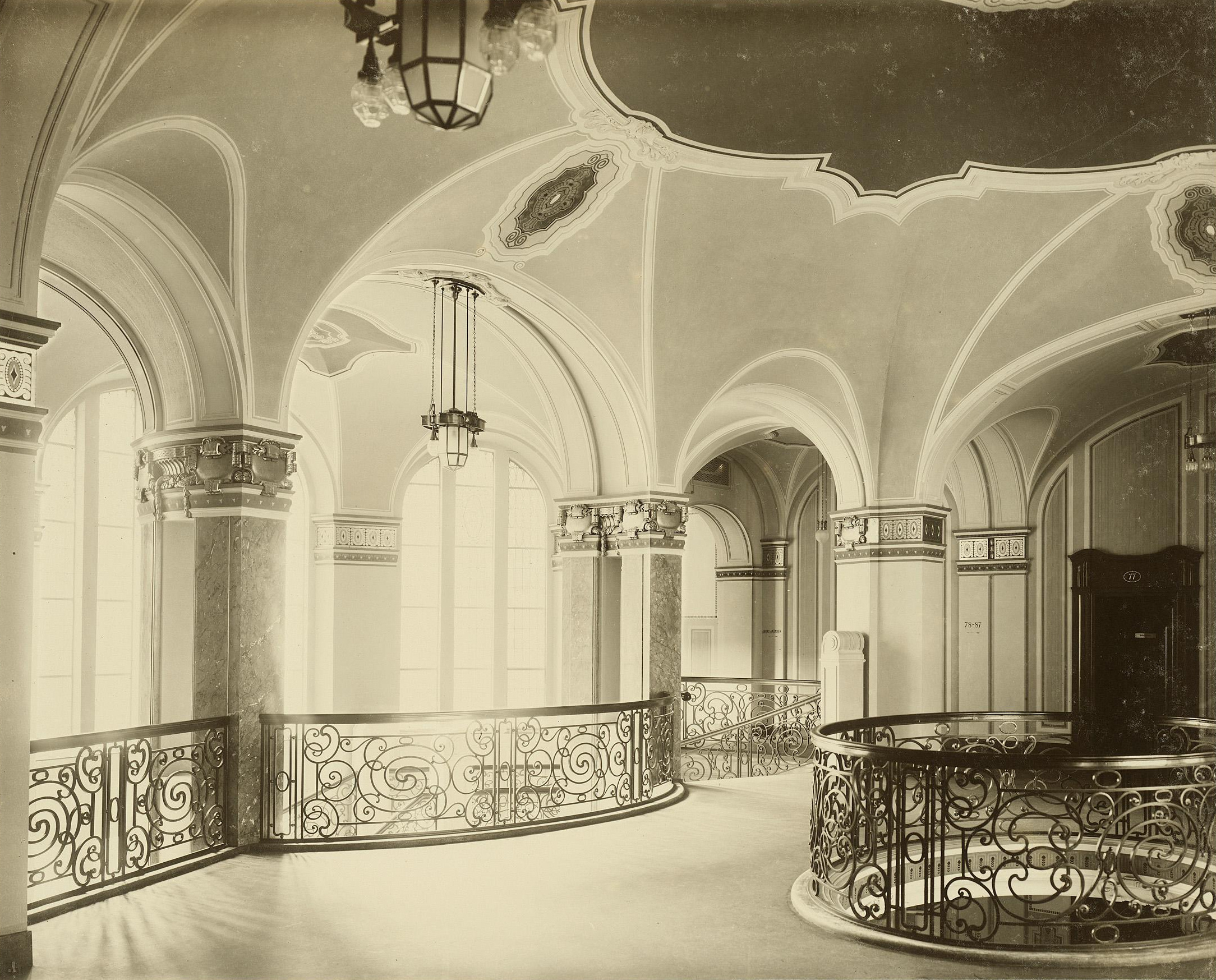
Treppenhalle im Hauptgebäude, 1910

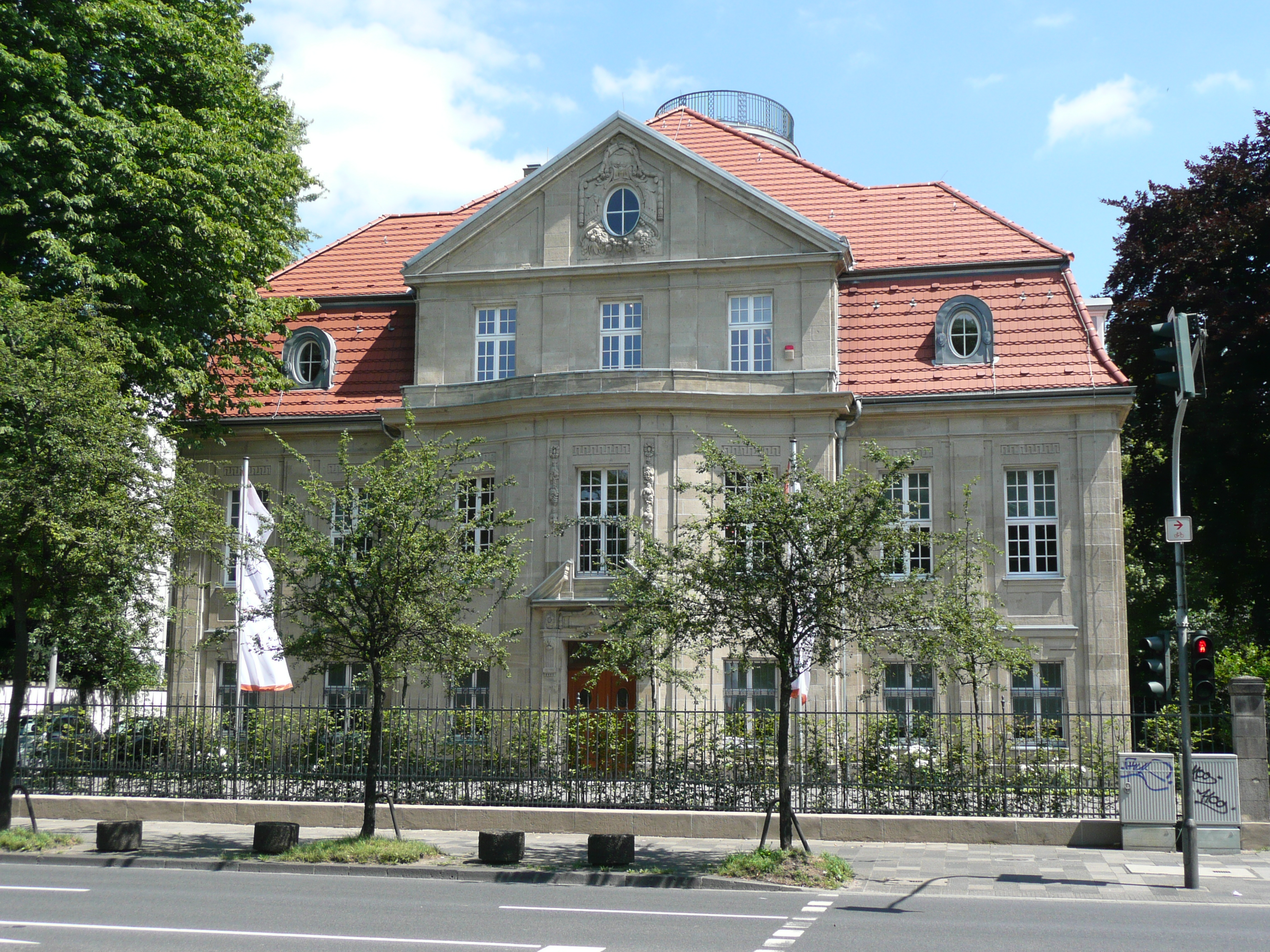
Ehemaliger Wohnsitz der Präsidenten des Oberlandesgerichts Düsseldorf, Cecilienallee 4, seit 2008 Sitz der Berenberg Bank, Niederlassung Düsseldorf

Das Gericht fand 1906 zunächst in Räumlichkeiten am Königsplatz 15/16 in der Stadtmitte und ab 1907 zusätzlich am Königsplatz 26 sowie im Rothes Haus in der Josephinenstraße 9 eine provisorische Unterkunft. Aufgrund eines Vertrags, den der damalige Düsseldorfer Oberbürgermeister Wilhelm Marx bereits 1903 mit dem Landgerichtspräsidenten Ratjen als Vertreter des preußischen Fiskus geschlossen hatte, wurde das neobarocke Gebäude des Oberlandesgerichts Düsseldorf, das heute unter Denkmalschutz stehende Hauptgebäude an der Cecilienallee 3, 1910 nach Entwürfen von Paul Thoemer und Änderungen von Heinrich Quast an der damals so genannten Golzheimer Aue in Düsseldorf-Pempelfort erbaut. Mit der Modellierung sämtlicher Fassadenornamente wurde der Düsseldorfer Bildhauer August Bauer beauftragt, welcher mit Johannes Röttger das Bismarck-Denkmal in Düsseldorf erschaffen hatte.
Bewusst wurde für das Vorhaben ein Bauplatz ausgewählt, der neben dem gleichzeitig projektierten Regierungsgebäude, dem ebenfalls neobarocken Hauptgebäude der heutigen Bezirksregierung Düsseldorf, am Rhein lag und so einen wichtigen Bestandteil einer repräsentativen, großstädtischen Rheinuferbebauung bilden konnte. Die Ansiedlung preußischer Gerichte und Behörden in Düsseldorf war darüber hinaus eingebettet in ein städtebauliches Gesamtkonzept, das für die Stadtteile Pempelfort und Golzheim den Bau wichtiger neuer Straßenzüge, Plätze und Grünanlagen vorsah. So wurde etwa ab 1906 auf der dem Oberlandesgericht gegenüberliegenden Straßenseite der Kaiser-Wilhelm-Park, der heutige Rheinpark Golzheim, angelegt. Im Rahmen der Ausstellung GeSoLei wurde dieser strukturpolitisch begründete Stadtentwicklungsansatz bis in die 1920er Jahre von der Stadt Düsseldorf weiter verfolgt.
Ein kleines Palais als Dienstwohnsitz der Gerichtspräsidenten sollte das Gerichtsgebäude ergänzen. Dieses Wohngebäude wurde in gleichem Stil und Material an der Cecilienallee 4 so errichtet, dass es zusammen mit dem Gerichtsgebäude ein städtebauliches Portal für den Auftakt der Klever Straße am Rheinufer bildet. In den 1950er Jahren wurde es für Bürozwecke der Justizverwaltung umgebaut. Seit 2008 residiert in dem Palais die Niederlassung einer Bank.
Den Zweiten Weltkrieg und eine Gefährdung durch bauliche Eingriffe in der Nachkriegszeit überstand das Hauptgebäude des Oberlandesgerichts weitgehend unbeschadet. Der ursprüngliche Zustand wurde in den letzten Jahren trotz grundlegender Sanierung durch Restaurierungen weitgehend wiederhergestellt.

### Wandgemälde
Äußerst sehenswert ist die reichhaltige und bedeutungsvolle Innenausstattung des Gebäudes, etwa der große Wandgemäldezyklus im Plenarsaal des Oberlandesgerichtes, geschaffen von Professor Willy Spatz, mit der historisierenden Darstellung von Szenen aus der deutschen Rechtsgeschichte, oder in der Fensterrahmung über dem Portal das Medusenhaupt, den Eintretenden an die gerichtliche Funktion der Abschreckung gemahnend.

Wandgemälde im Oberlandesgericht
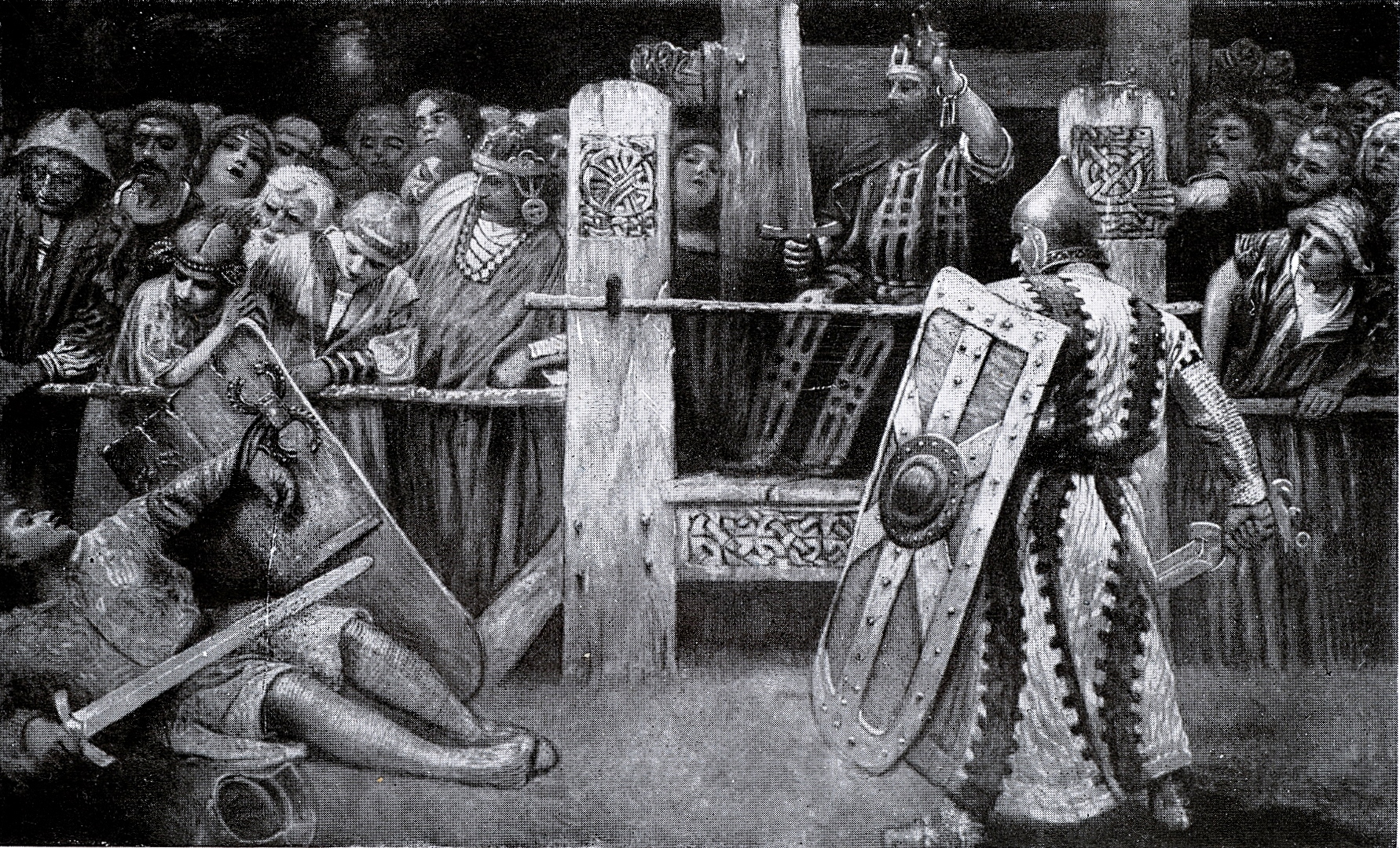
„Gottesgericht“ (Zeit des Nibelungenliedes des Königs Gundikar, um 435)
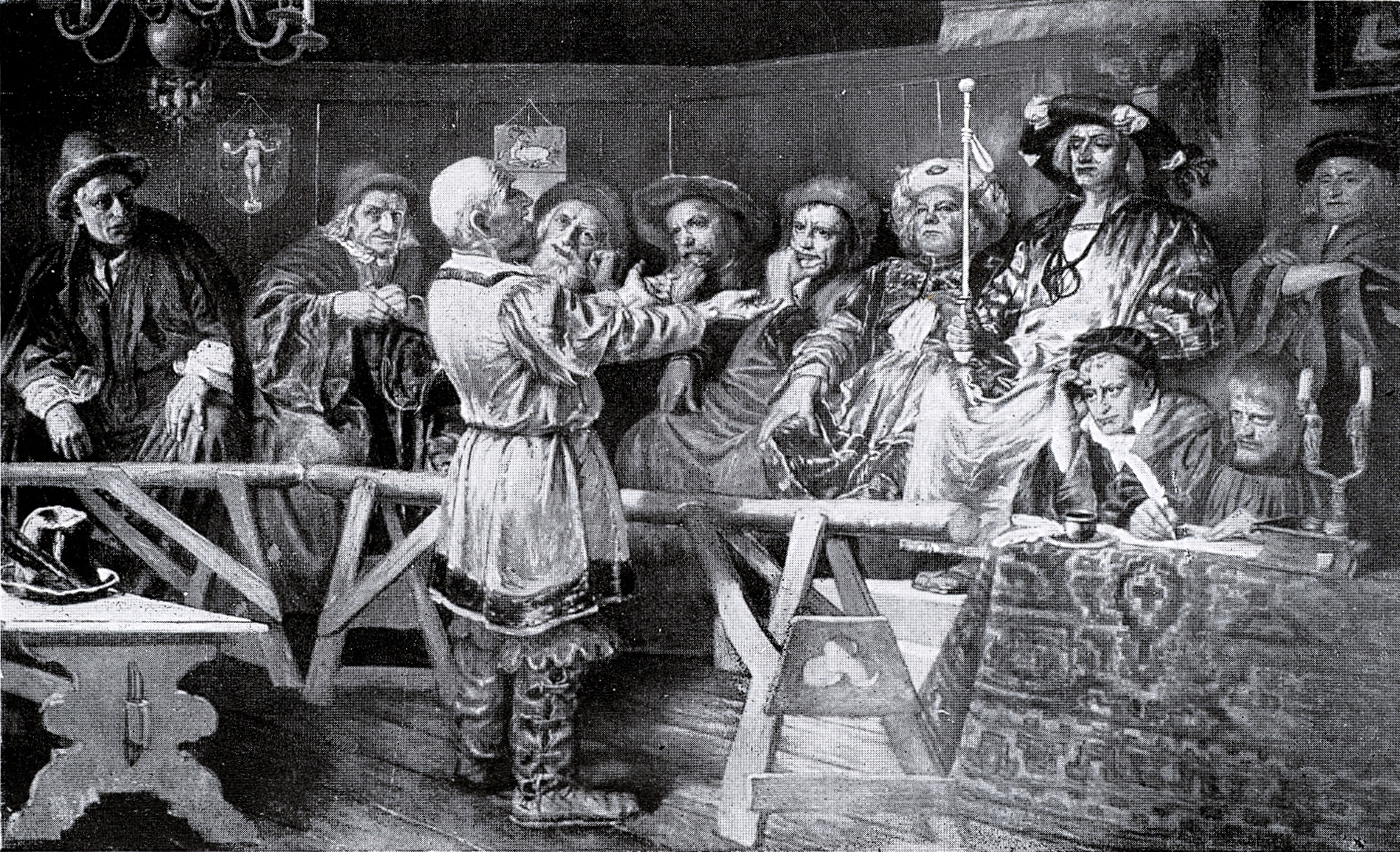
Gerichtssitzung unter Kaiser Maximilian I.; erste Mitwirkung von Berufsrichtern bei schriftl. Verfahren (um 1495)
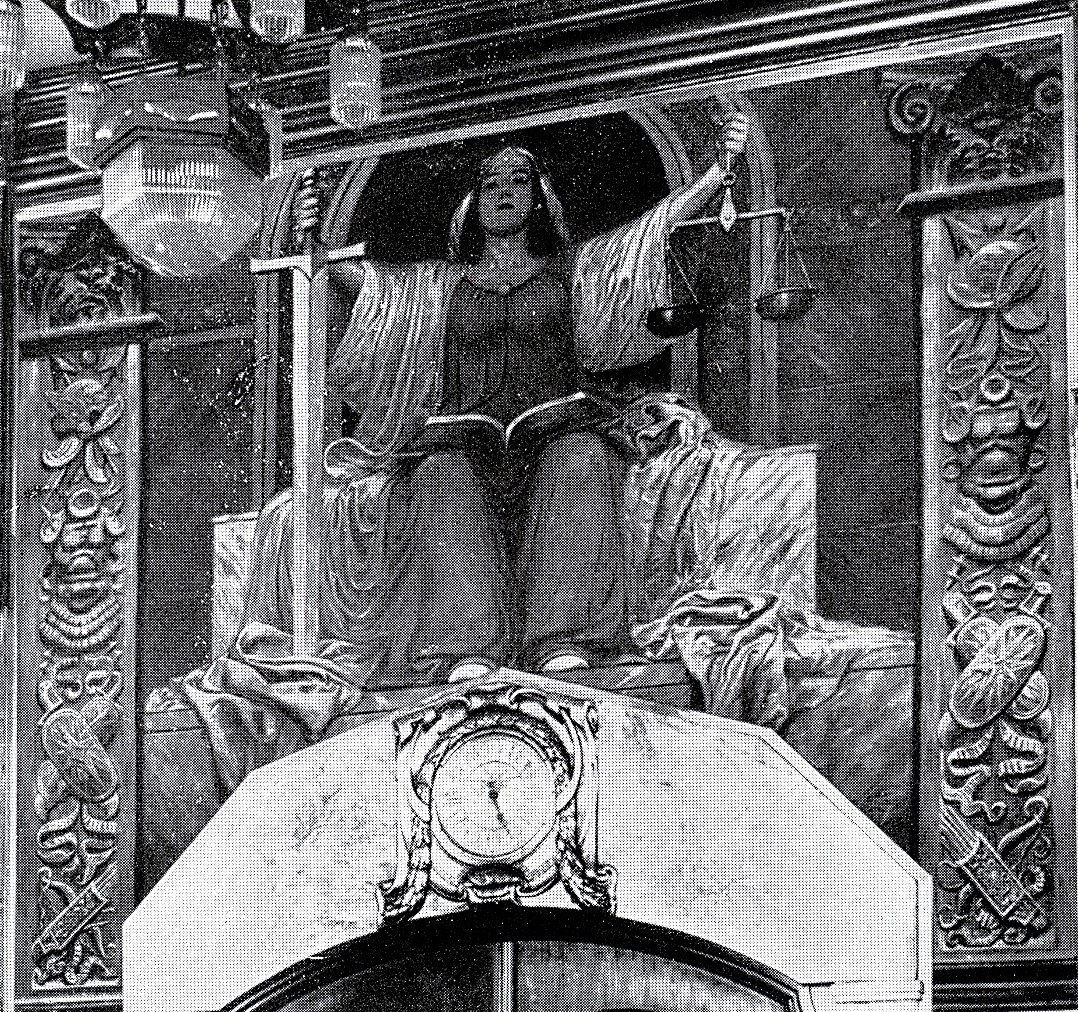
„Die Gerechtigkeit“
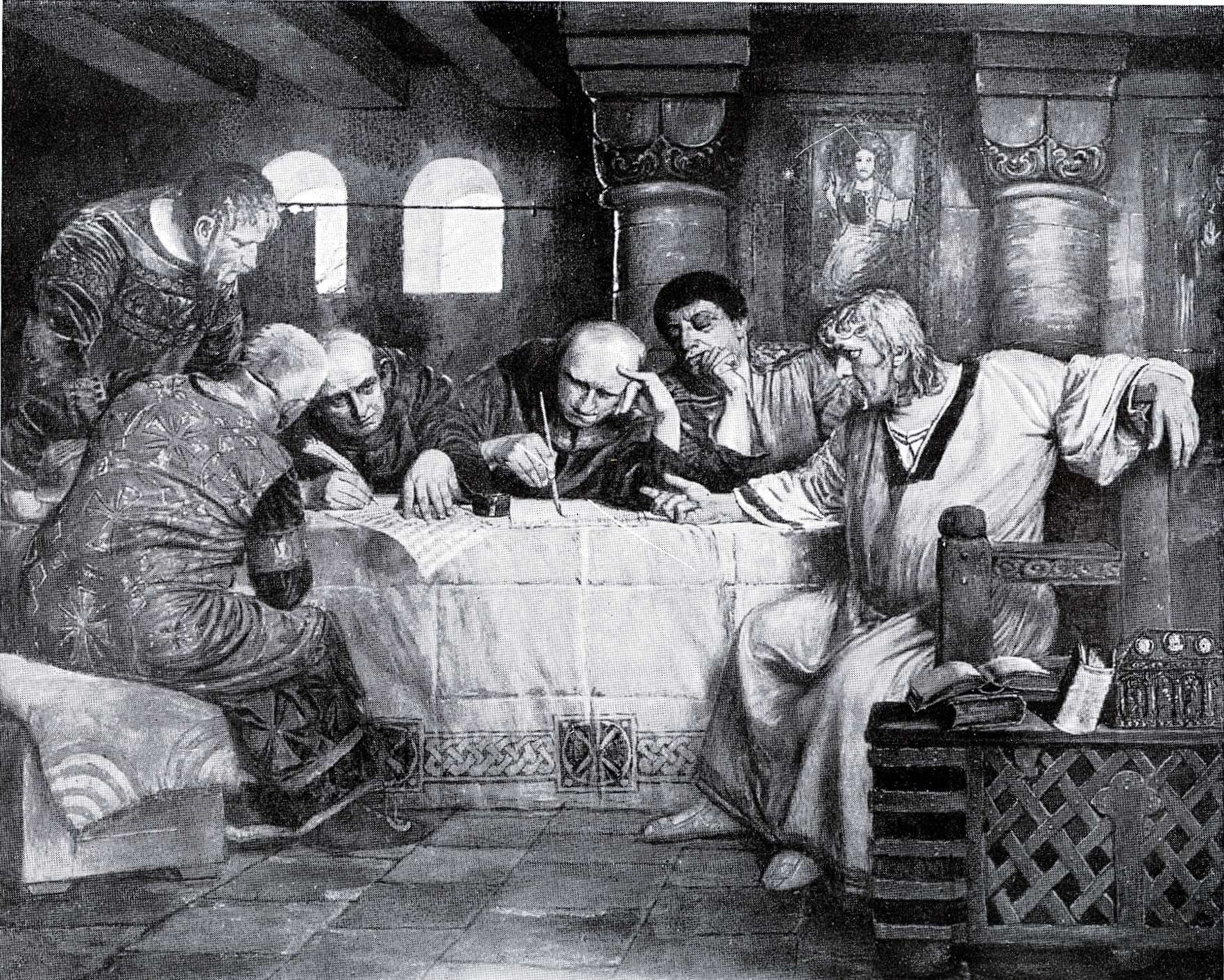
„Karl der Große läßt die Volksgesetze niederschreiben“ (um 802).
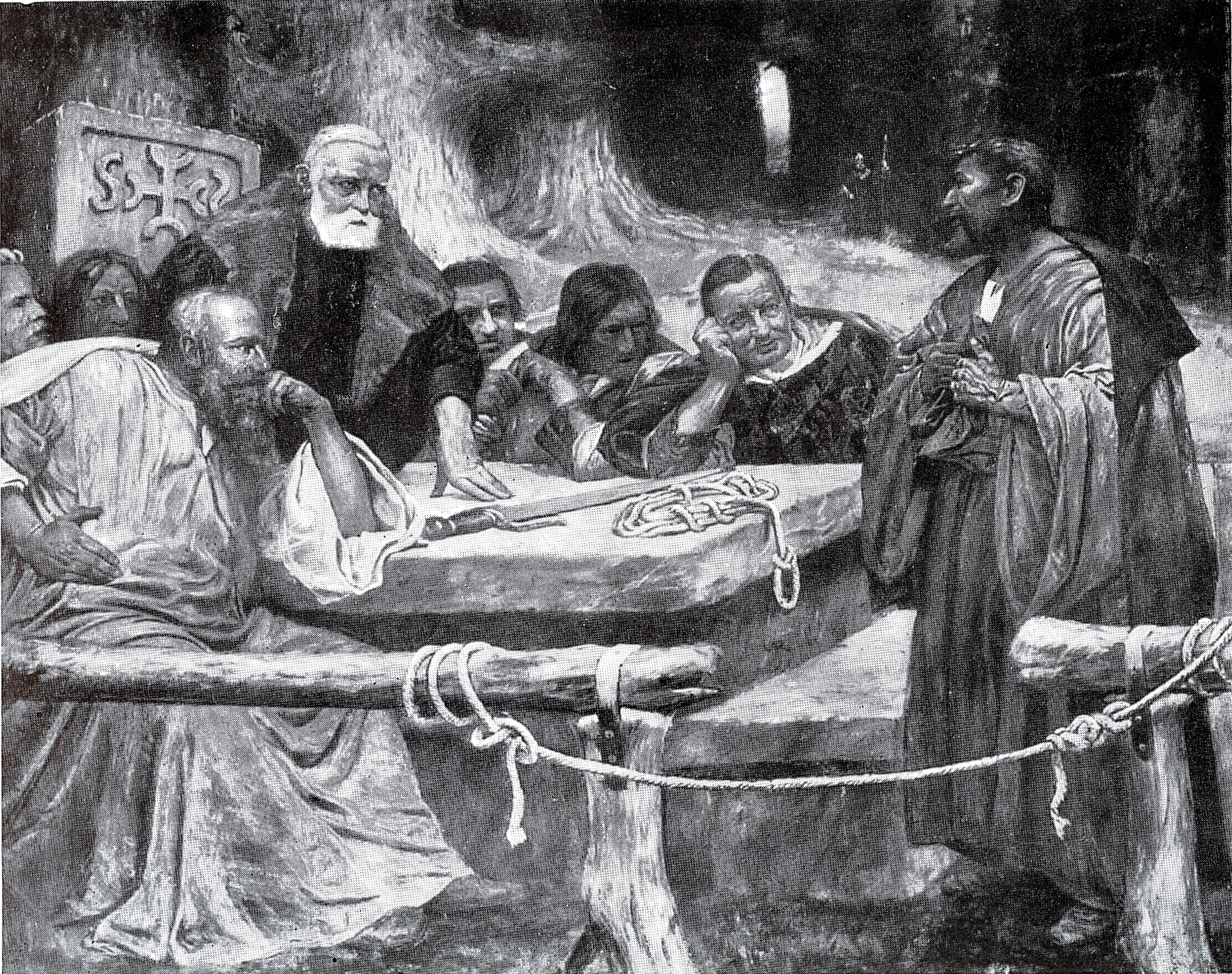
„Blüte der Feme“ (Zeit des Kaisers Friedrich II. um 1230).

### Bürogebäude auf der Rückseite

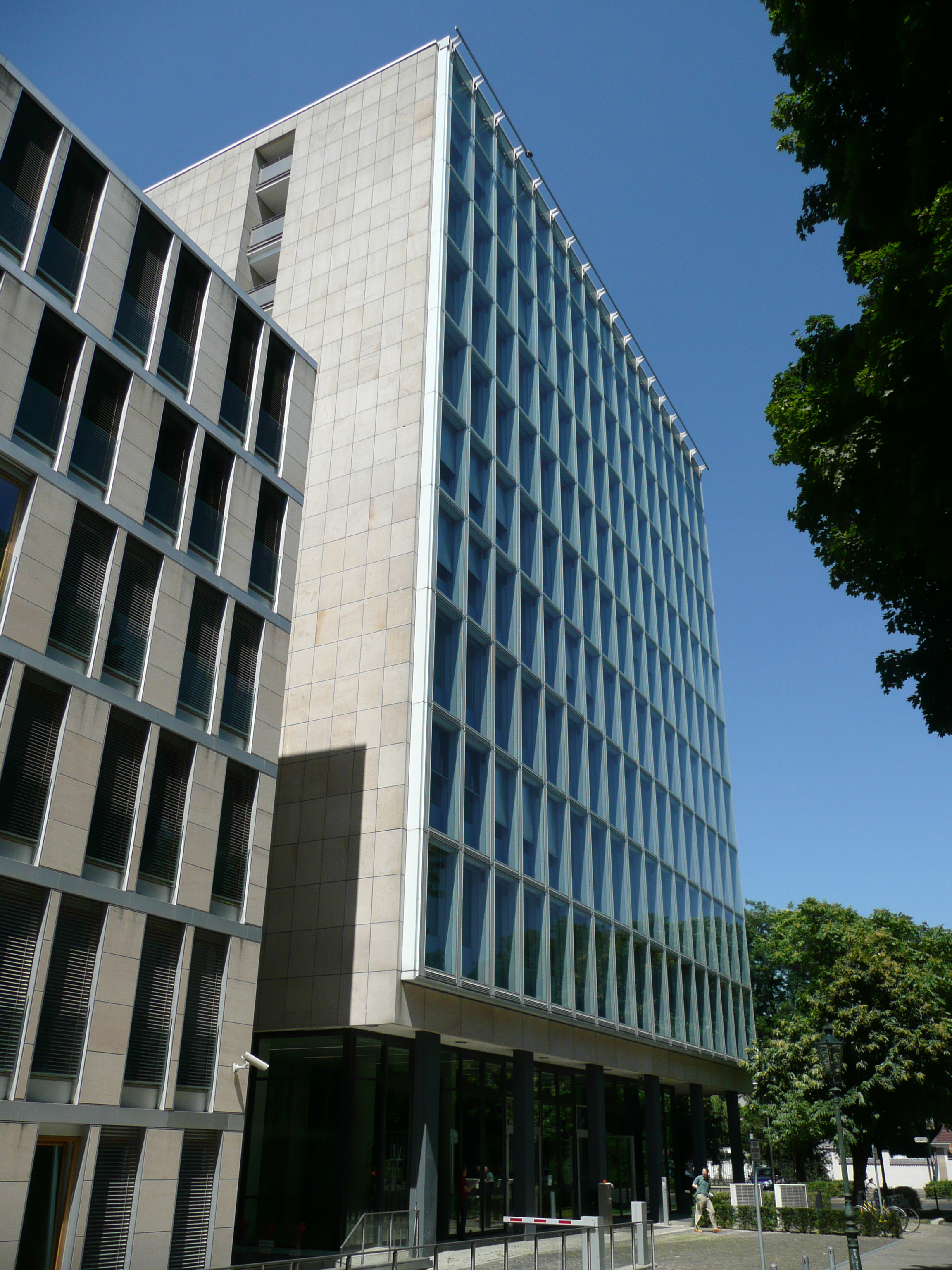
Bürohochhaus des Oberlandesgerichts an der Ecke Klever Straße/Kurt-Baurichter-Straße

Auf der Rückseite des historischen Gerichtsgebäudes war von vornherein Platz für eine spätere Erweiterung des Oberlandesgerichts belassen worden. Diese Option wurde 1957 genutzt, um nach einem Entwurf des Staatshochbauamtes Düsseldorf ein modernes zehngeschossiges Bürohochhaus zu errichten. Über einen brückenartigen Gang aus Stahl und Glas war es mit dem Hauptgebäude verbunden. Das Bürohochhaus bildet durch seine Lage an der Klever Straße insbesondere nach Osten hin einen weithin sichtbaren Blickpunkt. Kurz nach dem Jahr 2000 wurde das Bürohochhaus einer Fassadenneugestaltung unterzogen und wenige Jahre darauf noch um weitere Bürobauten ergänzt. Letztere ordnen sich aus städtebaulichen und Denkmalschutzgründen dem Hauptgebäude und dem benachbarten Gebäude der Bezirksregierung dadurch unter, dass sie diesen Gebäuden nur bis zur Traufe reichen und mit hellen Natursteinplatten verkleidet sind.

### Hochsicherheitsgerichtssaal
Etwa fünf Kilometer vom Hauptgebäude entfernt unterhält das Oberlandesgericht einen Hochsicherheitsgerichtssaal für Prozesse, die hoher Sicherheitsvorkehrungen bedürfen. Das Gebäude am Kapellweg 36 in Düsseldorf-Hamm steht auf einem Gelände neben dem Landeskriminalamt Nordrhein-Westfalen. Die Planungen für den Bau begannen 2002. Für die Planung gab es kein Vorbild in Deutschland, da der Hochsicherheitsgerichtssaal in Stuttgart-Stammheim aus den 1970er Jahren als ungeeignet angesehen wurde.
Im Mittelpunkt des Gebäudes befindet sich der 560 m² große Gerichtssaal. Er bietet Platz für maximal 15 Angeklagte, 60 Verteidiger, 145 Zuschauer und 30 Sicherheitsbeamte. Platz für Simultandolmetscher ist ebenfalls vorgesehen. Daneben gibt es noch einen kleineren, 240 m² großen Gerichtssaal für Prozesse gegen bis zu sechs Angeklagte. Beide Säle haben Tageslichtfenster. Auf dem Dach des Baus ist ein Hubschrauber-Landeplatz eingerichtet.
Seit der Eröffnung am 14. Januar 2004 steht das Gebäude auch anderen Gerichten zur Verfügung und wird daher auch „Hochsicherheitstrakt der NRW-Justiz“ genannt. Die Baukosten betrugen 35 Millionen Euro. Unter anderem fand dort eine Verhandlung während des Mannesmann-Prozesses statt, da der Saal auch die Möglichkeit einer Videovernehmung bietet. Sonstige Verfahren befassten sich mit dem Gebiet des Terrorismus und der Schwerkriminalität. Das Landgericht Kleve verlegte einen Prozess wegen Blutrache in das Gebäude, nachdem einer der Angeklagten im Innenhof des Klever Gerichts erschossen worden war.

## Senate
Beim OLG Düsseldorf bestehen 36 Zivilsenate, 9 Senate für Familiensachen, 7 Strafsenate, 4 Senate für Bußgeldsachen, 6 Kartellsenate, 1 Vergabesenat und 3 Senate für Steuerberater- und Steuerbevollmächtigtensachen.

## Justiz- und Verwaltungsgeschichte
Der Bezirk des Königlichen Oberlandesgerichts Düsseldorf wurde am 16. September 1906 aus Teilen der Oberlandesgerichtsbezirke Hamm (Landgericht Duisburg) und Köln (Landgerichte Cleve, Düsseldorf und Elberfeld) gebildet.
Für die Informationstechnik in der nordrhein-westfälischen Justiz spielt das Oberlandesgericht Düsseldorf eine zentrale Rolle: Sowohl der zentrale Helpdesk, das sogenannte BIT (Beratungstelefon Informationstechnik), als auch das für Netz- und Systemmanagement, Organisation des IT-Betriebs, zentrales Leitungsmanagement und IT-Sicherheit (inkl. Virenschutz) zuständige TBZ (Technisches Betriebszentrum) sind hier seit 2000 resp. 2002 angesiedelt. Seit Anfang 2016 unterstehen diese beiden Einrichtungen allerdings organisatorisch nicht mehr der Präsidentin des Oberlandesgerichts Düsseldorf, sondern dem Zentralen IT-Dienstleister der Justiz (ITD) bei der Präsidentin des Oberlandesgerichts Köln.
Bekannt ist das OLG durch die von ihm herausgegebene Düsseldorfer Tabelle zum Kindesunterhalt und die Kartellrechtspruchkammern.
Von 2002 bis 2018 hatte Anne-José Paulsen als erste Frau das Amt des Präsidenten des OLG Düsseldorf inne.
Präsident des Oberlandesgerichts Düsseldorf ist seit dem 12. Oktober 2018 Werner Richter.

## Über- und nachgeordnete Gerichte
Dem Oberlandesgericht Düsseldorf ist wie jedem Oberlandesgericht der Bundesgerichtshof übergeordnet.
Nachgeordnet sind die Landgerichte Düsseldorf, Duisburg, Kleve, Krefeld, Mönchengladbach und Wuppertal mit den diesen Gerichten jeweils nachgeordneten Amtsgerichten.

## Leitung

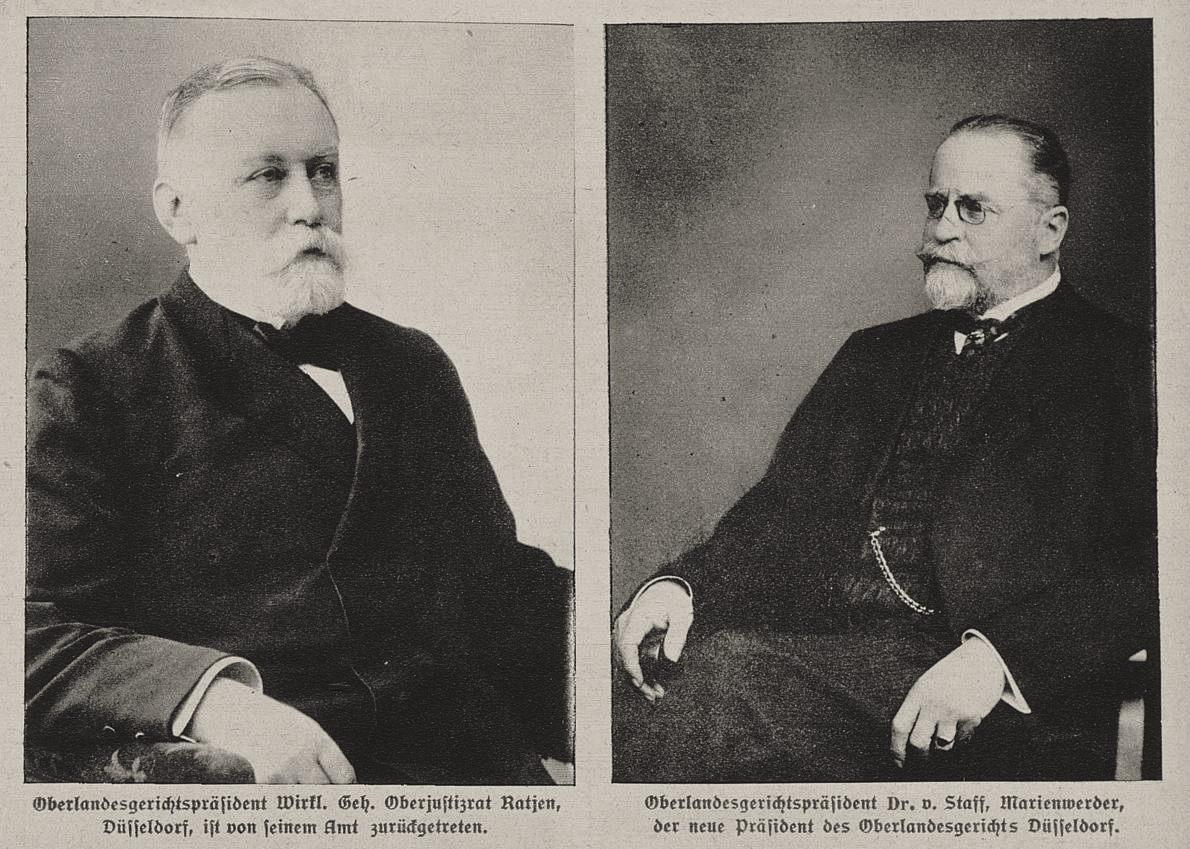
Oberlandesgerichtspräsidenten Adolf Ratjen und Adolph von Staff, 1916

- 1906–1908: Maximilian August Ludwig Hartmann
- 1909–1916: Adolf Ratjen
- 1916–1921: Adolph von Staff genannt von Reitzenstein
- 1921–1922: Eduard Tigges
- 1922–1933: Franz Schollen
- 1933–1943: Wilhelm Schwister[12]
- 1943–1945: Paul Windhausen
- 1945–1948: Heinrich Lingemann
- 1948–1963: Werner Baerns, * 13. Januar 1896
- 1963–1978: Hans Heinrich Thunecke, * 21. August 1913
- 1978–1993: Heinrich Wiesen, * 16. September 1928
- 1993–2002: Klaus Bilda, * 16. Februar 1937
- 2002–2018: Anne-José Paulsen, * 23. August 1952
- seit 12. Oktober 2018: Werner Richter, * 18. August 1959